# Geophis juarezi
Espèce
Statut de conservation UICN

 DD  : Données insuffisantes
Geophis juarezi  est une espèce de serpents de la famille des Dipsadidae.

## Répartition
Cette espèce est endémique de l'État d'Oaxaca au Mexique.

## Description
L'holotype de Geophis juarezi, une femelle adulte à la queue incomplète, mesure 275 mm dont 56 mm de queue.

## Étymologie
Cette espèce est nommée en l'honneur de Benito Juárez.

## Publication originale
- Nieto-Montes de Oca, 2003 : A new species of the Geophis dubius group (Squamata : Colubridae) from the Sierra de Juarez of Oaxaca, Mexico. Herpetologica, vol. 59, no 4, p. 572-585 (texte intégral).